# ESTIEM
ESTIEM (European Students of Industrial Engineering and Management) – ogólnoeuropejska organizacja zrzeszająca studentów kierunków Inżynierii Produkcji i Zarządzania (IEM). Jej głównym celem jest zwiększenie komunikacji i współpracy między studentami i instytucjami technologii w Europie. Początki ESTIEM sięgają 1990 roku, kiedy to główną ideą tego przedsięwzięcia stało się wsparcie i tworzenie powiązań wśród studentów IEM. Obecnie ESTIEM posiada 79 grup lokalnych znajdujących się w 31 europejskich krajach, posiada ponad 8000 członków i do ponad 60 000 studentów kierunków Inżynierii Produkcji i Zarządzania w całej Europie. Priorytetem działań organizacji jest szerzenie wiedzy z zakresu IEM oraz umożliwienie rozwój członków w, niezbędnych dla przyszłych inżynierów-przedsiębiorców, sferach.

## Historia
Organizacja ESTIEM została założona w 1990 roku w Berlinie przez kilku studentów IEM z czterech różnych krajów. Pierwszy statut został podpisany przez 14 uniwersytetów z 7 krajów. Od 1995 roku ESTIEM jest oficjalnie zarejestrowany jako organizacja studencka w Eindhoven, zgodnie z prawem holenderskim.

## Struktura
W rozumieniu prawa członkami ESTIEM są grupy lokalne (LG) z całej Europy. Są one niezależnie funkcjonującymi lokalnymi stowarzyszeniami studenckimi, aktywnie uczestniczącymi w przeprowadzaniu działań zarówno na poziomie lokalnym, jak i europejskim. Wszystkie te grupy związane są wyłącznie z Inżynierią Produkcji i Zarządzaniem (IEM).
ESTIEM kierowany jest przez Zarząd, którego członkowie wybierani są podczas Walnego Zgromadzenia Rady wiosną każdego roku. ESTIEM Board (czasem określane jako Zarząd Centralny) składa się z Prezesa i pięciu wiceprezesów (Administracja, Public Relations, Aktywność, Finanse oraz Edukacja). Pracę zarządu wspomaga 10 komisji oraz liderzy poszczególnych projektów i inicjatyw.

## Członkowie
ESTIEM obecny jest w 31 krajach w całej Europie:
- Austria (2 grupy lokalne – Wiedeń, Graz)
- Azerbejdżan (1 grupa lokalna – Baku)
- Białoruś (1 grupa lokalna – Mińsk)
- Belgia (2 grupy lokalne – Bruksela, Liège)
- Bułgaria (1 grupa lokalna – Sofia)
- Chorwacja (1 grupa lokalna – Zagrzeb)
- Cypr (1 grupa lokalna – Famagusta)
- Estonia (1 grupa lokalna – Tallinn)
- Finlandia (5 grup lokalnych – Helsinki, Lappeenranta, Oulu, Tampere, Vaasa)
- Francja (2 grupy lokalne – Grenoble, Lyon)
- Niemcy (14 grup lokalnych – Aachen, Berlin, Braunschweig, Bremen, Darmstadt, Dortmund, Drezno, Hamburg, Ilmenau, Kaiserslautern, Karlsruhe, Monachium, Paderborn, Siegen)
- Grecja (2 grupy lokalne – Chios, Xanthi)
- Węgry (1 grupa lokalna – Budapeszt)
- Włochy (3 grupy lokalne – Mediolan, Calabria, Catania)
- Macedonia (1 grupa lokalna – Skopje)
- Holandia (3 grupy lokalne – Eindhoven, Delft, Groningen)
- Łotwa (1 grupa lokalna – Ryga)
- Norwegia (1 grupa lokalna – Trondheim)
- Polska (4 grupy lokalne – Warszawa, Kraków, Poznań, Gdańsk)
- Portugalia (5 grupy lokalne – Aveiro, Lizbona, Minho, Porto, Coimbra)
- Rumunia (2 grupy lokalne – Bukareszt, Târgu Mureș)
- Rosja (2 grupy lokalne – Sankt Petersburg, Moskwa)
- Serbia (2 grupy lokalne – Belgrad, Nowy Sad)
- Hiszpania (3 grupy lokalne – Sewilla, Madryt, Barcelona)
- Słowenia (1 grupa lokalna – Kranj)
- Szwecja (6 grup lokalnych – Göteborg, Karlstad, Linköping, Luleå, Lund, Sztokholm)
- Szwajcaria (2 grupy lokalne – Lausanne, Zurich)
- Turcja (7 grup lokalnych – Ankara-Bilkent, Ankara-METU, Stambuł-Bogazici, Stambuł-ITU, Stambuł-Yildiz, Izmir, Izmir-Ekonomiczny)
- Ukraina (1 grupa lokalna – Kijów)
- Wielka Brytania (1 grupa lokalna – Cambridge)

## Projekty
Działania ESTIEM obejmują wymiany, konferencje, case study, szkolenia, wykłady i warsztaty.

### T.I.M.E.S
The Tournament In Management and Engineering Skills (TIMES) jest dziś uważany za największy ogólnoeuropejski case study dla studentów Inżynierii Produkcji oraz Zarządzania.
Pierwszy tudniej odbył się w 1994 roku. Corocznie przyciąga on około 250 zespołów. Przejście przez dwie rundy kwalifikacji wymagane jest do ubiegania się o miejsce w TIMES Final, który odbywa się za każdym razem w innym miejscu w Europie. Przed odbyciem się tego ostatecznego etapu wszyscy uczestnicy biorą udział w lokalnych kwalifikacjach na swoich uczelniach macierzystych. Zwycięska drużyna jest następnie dopuszczona do udziału w jednym z sześciu półfinałów, które organizowane są w całej Europie. Ostatecznie w finale spotykają się zwycięskie zespoły z każdego półfinału, żeby wyłonić „Studentów Roku IEM” w Europie.
Europejskie case study TIMES zostało stworzone w 1994 roku przez Andreasa Swahn’a, wiceprezesa Aktywności dla ESTIEM, który został liderem projektu, po tym jak uczestniczył w konkursie CHAMP (Challenge in Management Perspectives) organizowanym w London School of Economics w 1993 r. Po raz pierwszy półfinały TIMES odbyły się w Sztokholmie (Szwecja), Braunschweigu (Niemcy), Lizbonie (Portugalia) i Petersburgu (Rosja). Finał zorganizowany został w Eindhoven (Holandia), a zespół ze Sztokholmu został pierwszym laureatem turnieju. Pierwszy case study związany był z LKAB i procesami produkcji stali. Case study z półfinału był z Ericsson Mobile i optymalizacji inwestycji dla mobilnych masztów. Finał w Eindhoven składał się z dwóch case study. Pierwszy pochodził z Port Rotterdam, a drugim zorganizowany został we współpracy z Philips Electronics. Zasięg TIMES obecnie to 45 000 studentów pochodzących z 64 uczelni w 26 krajach. Około 250 drużyn rywalizuje o tytuł „Studenci roku IEM”.

### Vision

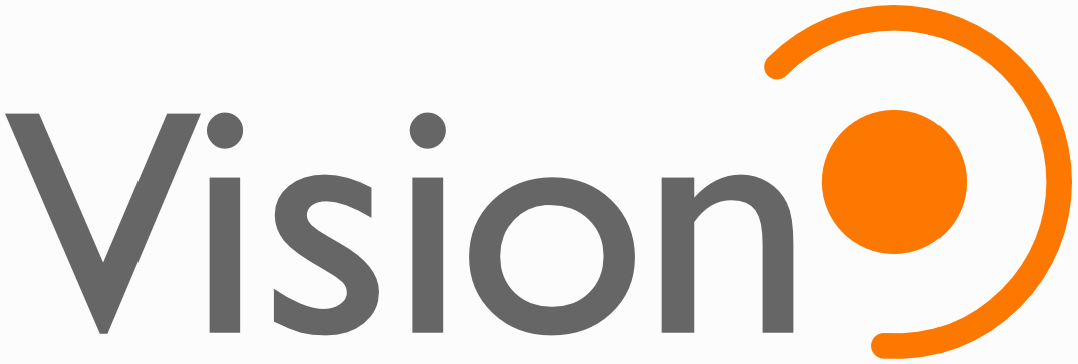
Vision

Vision jest ogólnoeuropejskim seminarium mającym na celu omówienie tematów związanych z IEM wśród studentów i pracowników naukowych.
Vision oferuje seminaria, wykłady, warsztaty i case study, organizowane przez profesorów, biznesmenów i innych pomocników. Ponadto w trakcie trwania Vision odbywają się liczne wizyty w firmach, szkolenia, dyskusje i integracje osób biorących udział w seminarium. Spotkania te nie koncentrują się jednak wyłącznie na problemach akademickich. Dodatkowym celem jest podniesienie świadomości kulturowej uczestników, poznanie nowych miast i nawiązanie kontaktów. Vision z 2010/11 „Przywództwo przez okres zaangażowania” został zorganizowany w ścisłej współpracy z zespołem naukowców z Uniwersytetu Aalto w Helsinkach.

### Summer Academy
ESTIEM Summer Academy zostało powołane, aby zintegrować studentów w okresie wakacji i zachęcić ich do prowadzenia otwartych dyskusji, pracy w grupie, debat i prywatnej nauki z mentorem. Rozmawiając, ucząc się i przebywając ze studentami z całego świata, wszyscy uczestnicy pracują nad nowymi pomysłami i otwierają się na perspektywy, nie tylko w swoim zawodzie, ale także na inne kultury. Dodatkowo, podczas dwóch tygodni trwania tej akademii, każdy uczestnik pisze krótką pracę. Prace te są następnie zebrane i opublikowane na stronie ESTIEM. Od 2003 r. Summer Academy organizowane jest pod kierunkiem prof. Dietricha Brandt’a oraz prof. Jima Platts’a z Uniwersytetu w Cambridge.

### ESTIEM Magazine
ESTIEM Magazine jest publikowany dwa razy w roku, obecnie w nakładzie 10.000 egzemplarzy. Obejmuje on główne tematy z zakresu Inżynierii Produkcji i Zarządzania, a także różne artykuły o przeszłych lub nadchodzących wydarzeniach ESTIEM. Zawiera także teksty studentów, profesorów i ekspertów, którzy pragną aktywnie wykorzystać swoją wiedzę w praktyce. Dzięki reklamom dołączanym do artykułów, zewnętrzna firma może zaprezentować się w kontekście zagadnień związanych z Inżynierią Produkcji i Zarządzaniem. Magazyn dystrybuowany jest do wszystkich grup lokalnych w krótkim czasie po każdym Walnym Zgromadzeniu.

### Academic Days
Wydarzenie wspiera rozwój osobisty i zawodowy członków organizacji. Organizowanych jest wiele edycji tego projektu każdego roku. Głównym zamysłem jest aby uczelnia danej Grupy Lokalnej przekazała uczestnikom wiedzę z zakresu, w którym się specjalizuje. Dlatego w zależności gdzie organizowany jest event wybierany jest inny temat przewodni.

### Language Programme
Jest to jeden z nowszych projektów. W 2017 roku łącznie odbyło się jego 6 edycji. Uczestnicy podczas tego wydarzenia uczą się języka danego kraju. W zależności od edycji, event kierowany był do amatorów i nowicjuszy lub osób średnio-zaawansowanych. Wydarzenie zazwyczaj trwa tydzień i obejmuje, poza nauką języka, poznanie kultury danego kraju i miasta.

### Europe3D
Europe3D jest 5-dniowym wydarzeniem, podczas którego uczestnicy otrzymują ogólny obraz kraju goszczącego ich. Szczególny nacisk położony jest na cechach narodowych, polityce i gospodarce. Dla lepszego zrozumienia podstawowych parametrów lokalnych, jakie istnieją w państwach europejskich, brane są pod uwagę również różnice kulturowe. Wykłady prowadzone są przez ekspertów ze świata polityki, nauki i gospodarki, dostarczając uczestnikom wiedzę teoretyczną. Z drugiej strony, celem jest integracja osób aktywnie uczestniczących w tym seminarium.

### BrainTrainer
BrainTrainer jest projektem mającym na celu rozwój umiejętności przywództwa, prezentacji, biznesowych oraz tzw. human skills poprzez szkolenia zawodowe trwające jeden lub dwa dni. Celem projektu jest trenowanie i rozwój uczestników w kierunku bardziej profesjonalnym, który pomoże im w przyszłej karierze.
BrainTrainer trwa zwykle 6–7 dni i zawiera od trzech do czterech szkoleń koncentrujących się na różnych umiejętnościach biznesowych: komunikacja, prezentacja, negocjacje, zarządzanie zespołem, komunikacja biznesowa, retoryka, rozwiązywanie case study, zarządzanie projektami i wiele innych. Szkolenia te prowadzone są przez profesjonalnych trenerów lub członków ESTIEM, którzy mają liczne doświadczenia z dziedziny biznesu. Oprócz wiedzy teoretycznej nacisk położony jest także na uczenie się przez działanie zgodnie z zasadami, kiedy to uczestnicy mogą wykazać się zaangażowaniem i wiedzą, dostosowując je do rzeczywistych sytuacji biznesowych.

### Business Booster
Business Booster jest jednym z najnowszych projektów prowadzonych przez ESTIEM. Projekt ten skupia się na rozwijaniu wiedzy z zakresu przedsiębiorczości, kreowania własnego biznesu i wprowadzaniu go w życie. Business Booster tworzy środowisko przyjazne tworzeniu więzi między aktualnymi członkami organizacji a Alumnami(absolwentami). Oferuje firmom ‘junior consultancy’, w zakresie Zarządzania, a także szeroko pojętej Produkcji.

### Lean Six Sigma
Lean Six Sigma Green Belt course to wysokiej jakości szkolenia z metodologii Lean Six Sigma których celem jest zdobycie uznawanego na całym świecie certyfikatu Green Belt. Kontent szkolenia został stworzony we współpracy z Gregorym H. Watsonem, który jestem byłym prezydentem American Sociaty for Quality. Szkolenia prowadzone w postaci tygodniowych eventów bądź szkoleń w Lokalnych Grupach ESTIEM. Proces zdobywania certyfikatu Green Belt polega na udziale w szkoleniu (międzynarodowy event bądź szkolenie w Lokalnej Grupie), a następnie wdrożeniu teorii do prawdziwego projektu Lean Six Sigma Green Belt w wybranym przedsiębiorstwie. Po spełnieniu danych kryteriów projektu, ostatnim etapem jest wręczenie certyfikatu Green Belt. Całość procesu jest koordynowana i rozwijana przez centralny team Lean Six Sigma.